# Nedelino
Nedelino (bulgariska: Неделино) är en ort i regionen Smoljan i södra Bulgarien. Orten ligger i Rodopibergen, inte långt från Zlatograd. Nedelino hade 3 809 invånare (2018).